# Wingate & Finchley F.C.

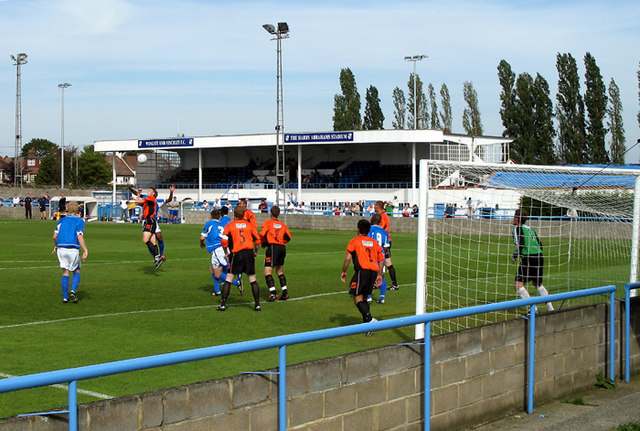
Wingate & Finchley (trang phục màu xanh) thi đấu trước Wivenhoe Town tại Sân vận động Harry Abrahams.

Wingate & Finchley FC là một câu lạc bộ bóng đá có trụ sở tại Finchley, Khu Barnet của Luân Đôn, Anh. Đội bóng hiện thi đấu tại Isthmian League Premier Division và có sân nhà ở Sân vận động Maurice Rebak.

## Danh hiệu

### Với tên gọi Wingate & Finchley
- Isthmian League
  - Vô địch League Cup mùa giải 2010–11
- London Senior Cup[2][3]
  - Vô địch các mùa giải 1994–95, 2010–11
  - Á quân mùa giải 2004-05

### Với tên gọi As Finchley FC
- Middlesex Senior Cup
  - Vô địch các mùa giải 11928–29, 1943–44, 1951–52
- London Senior Cup
  - Vô địch các mùa giải 1932–33, 1951–52, 1952-53 (đồng vô địch với Walthamstow Avenue)
- Middlesex Charity Cup
  - Vô địch các mùa giải 1942–43, 1950–51
- Championship London League
  - Vô địch mùa giải 1936-37
- London League Challenge Cup
  - Vô địch mùa giải 1934-35
- London Intermediate Cup
  - Vô địch mùa giải 1932-33
- Middlesex Intermediate Cup
  - Vô địch mùa giải 1932-33
- Athenian League
  - Vô địch mùa giải 1953-54

### Với tên gọi As Wingate FC
- Herts County League Division One
  - Vô địch mùa giải 1984-85

## Thống kê
- Kỷ lục khán giả đến sân: 528 người trong trận đấu với Brentwood Town, vòng play-off Isthmian League Division One North, năm 2011[4]
- Chiến thắng đậm nhất: 9–1 trước Winslow United, South Midlands League, 23 tháng 11 năm 1991[4]
- Thất bại đậm nhất: 0–9 trước Edgware Town, Isthmian League Division Two, 15 tháng 1 năm 2000[4]
- Cầu thủ ra sân nhiều nhất: Marc Morris, 720 lần[4]
- Cầu thủ ghi bàn nhiều nhất: Marc Morris, 650 bàn[4]